# لیز دانورز
لیز دانورز (فرانسوی: Lise Danvers‎) بازیگر اهل فرانسه است.
از فیلم‌ها یا مجموعه‌های تلویزیونی که وی در آن‌ها نقش داشته‌است، می‌توان به حکایت‌های غیراخلاقی اشاره نمود.